# حمید فرزام
حمید فرزام (زاده:۱۳۰۲، کرمان – درگذشت:۱۳۸۷، تهران) استاد دانشگاه، نویسنده و عضو فرهنگستان زبان و ادبیات فارسی بود.
.

## زندگی
حمید فرزام در سال۱۳۰۲ شمسی، در شهر کرمان دیده به جهان گشود، تحصیلات متوسطه و دانش سرای مقدماتی را در سال ۱۳۱۹ به پایان رسانید. در سال ۱۳۲۳ از دانش سرای عالی تهران در رشته‌ی زبان و ادبیات فارسی به دریافت لیسانس نایل آمد. فرزام سال ۱۳۳۸ موفق به اخذ مدرک دکتری در رشته ی زبان و ادبیات فارسی از دانشگاه تهران شد. درسال۱۳۴۰ به دانشکده‌ی ادبیات و علوم انسانی اصفهان انتقال‌یافت و تا سال ۱۳۴۹ در همان دانشکده علاوه بر تاریخ ادبیات، تدریس متون فارسی و عرفان اسلامی و تأثیر قرآن در ادب فارسی را عهده دار بود. در سال ۱۳۵۵ به مدیریت گروه زبان و ادبیات فارسی منصوب شد. در مهرماه ۱۳۵۹، پس از سی و نه سال خدمت مداوم و پیوسته، بازنشسته شد و به تهران عزیمت کرد، و تا سال ۱۳۶۷ در تدریس متون با گروه زبان و ادبیات فارسی دانشکده ی ادبیات و علوم انسانی دانشگاه تهران همکاری کرد.
فرزام در تاریخ هجدهم شهریورماه ۱۳۶۹با تصویب شورای عالی انقلاب فرهنگی به عضویت پیوسته‌ی فرهنگستان زبان و ادب فارسی انتخاب شد. وی آثار متعددی پیرامون زبان و ادبیات فارسی خصوصاً پیرامون شاه نعمت‌الله ولی ارائه کرد. فرزام از علاقه‌مندان به عارف معاصر شیعه رجبعلی نکوگویان بود.

## درگذشت
حميد فرزام شامگاه روز يکشنبه، نوزدهم خردادماه ۱۳۸۷ ه‌ش درگذشت.مراسم تشييع پيكر حميد فرزام صبح روز سه‌شنبه،‌۲۱ خرداد از فرهنگستان زبان و ادب فارسی به سمت بهشت زهرا برگزار شد. در مراسم تشييع پيكر وی افرادی چون: حسن حبيبی، غلامعلی حداد عادل و جمعی از اعضای فرهنگستان همچون: محمد خوانساری، احمد سميعی گیلانی، علی رواقی، اسماعيل سعادت، هوشنگ مرادی كرمانی، علی‌اشرف صادقی و عبدالمحمد آيتی و همچنين محمد اصفهانی - خواننده - حضور داشتند. پيكر حميد فرزام از فرهنگستان زبان و ادب فارسی به سمت بهشت زهرا  تشييع شد و در قطعه‌ی فرهيختگان بهشت زهرا  به خاک سپرده شد.

## کتاب‌ها
1. «مسافرتهای شاه نعمت‌الله ولی و ارزش آن از نظر تربیتی، اجتماعی و سیاسی»اصفهان، کتابفروشی تأیید، شهریورماه سال ۱۳۴۷.
2. «شاه ولی و دعوی مهدویت» به ضمیمه رساله مهدیه از همان عارف، انتشارات دانشگاه اصفهان شماره ۱۰۵ که در مهرماه ۱۳۴۸.
3. «اصول اخلاق اسلامی به ضمیمه تعلیم و تربیت در اسلام» همراه علی شریعتمداری، کانون علمی و ترویجی جهان اسلام، کتابفروشی ثقفی، اصفهان  ۱۳۴۷
4. «روابط معنوی شاه نعمت‌الله ولی با سلاطین ایران و هند» به ضمیمه دو رساله از آثار او در همین باب، انتشارات اداره‌کل فرهنگ و هنر اصفهان در سال ۱۳۵۱.
5. «تحقیق در احوال و نقد آثار و افکار نعمت‌الله ولی»،انتشارات سروش، تهران، ۱۳۴۷.
6. «از هر دری سخنی» مجموعه مقالات  که متجاوز از پنجاه مقاله می‌شود، دربارهٔ مباحث عرفانی، ادبی، تاریخی، اجتماعی، انتقادی، دینی، اخلاقی و مباحث گوناگون [دیگر] هستند.[۵]

## مقاله ها
1. «اختلاف جامی با شاه‌ولی» نشریه دانشکده ادبیات و علوم‌انسانی اصفهان در سال ۱۳۴۳.
2. «مناسبات حافظ و شاه‌ولی» در همان نشریه که در سال ۱۳۴۵.
3. «بحثی درباره مشابهت سخن مغربی و شاه‌ولی» مجله وحید در تهران شماره ۹ و ۱۰ در سال ۱۳۴۶.
4. «تحقیق در سبک سخن شیخ کمال خجندی»مجله وحید شماره ۵ در سال ۱۳۴۷.
5. «نظام‌الدین محمود دائی شیرازی»  نشریه دانشکده ادبیات و علوم‌انسانی اصفهان شماره ۴، سال ۱۳۴۷.
6. «ابن‌سینا فیلسوف بزرگ ایرانی»  نشریه دانشکده ادبیات و علوم‌انسانی اصفهان شماره ۵، سال ۱۳۴۸
7. «فصلی از تاریخ ادبی و اجتماعی ایران» در همان نشریه شماره ۵۸، سال ۱۳۵۱.
8. «معنی بیتی دشوار از حافظ در پاسخ به مقاله دکتر احمدعلی رجایی». در شماره ۱۰، ۱۱، ۱۲ در راهنمای کتاب سال پانزدهم، دی، بهمن و اسفند ۱۳۵۱
9. «فرهنگ کهن و جاودانگی ایران» مجله هنر و مردم، تهران، شماره ۱۲۳، دی ماه سال ۱۳۵۱
10. «غیار» در نشریه دانشکده ادبیات و علوم‌انسانی دانشگاه اصفهان در شماره ۹، سال ۱۳۵۲
11. «نخستین بیت مثنوی معنوی و تفسیر آن» در همان نشریه، شماره ۱۳ و ۱۴، سال ۱۳۵۴ و ۱۳۵۵.
12. «لزوم توجه به مبانی اخلاقی و دینی در تعلیم و تربیت» نشریه دانشکده الهیات و معارف اسلامی مشهد، شماره ۱۹، سال ۱۳۵۵.
13. «رونق ادب فارسی در شبه قاره» مجموعه مقالاتی است که در بزرگداشت مرحوم استاد مدرس رضوی در نشریه انجمن استادان زبان فارسی در سال ۱۳۵۶ به چاپ رسیده است.
14. نسخه خطی سراج‌السالکین؛ در نشریه دانشکده ادبیات و علوم‌انسانی مشهد در سال ۱۳۶۰ به چاپ رسیده است.
15. «تحریف واژه‌ها و ترکیبات کهن فارسی»در نشریه دانشکده ادبیات و علوم‌انسانی اصفهان در سال ۱۳۶۱.
16. «تدریس زبان و ادبیات فارسی در دانشگاهها»ر یادنامه سومین کنگره شعر و ادب و هنر، اداره‌کل فرهنگ و ارشاد اسلامی مشهد آن را در آبان ۱۳۶۲ به چاپ رسانده است.
17. «بحثی درباره کیمیای سعادت غزالی از جنبه‌های مختلف» در مجله رشد آموزش ادب فارسی در شماره ۴ و ۵، سال ۱۳۶۴، ۱۳۶۵ چاپ شده‌است.
18. «نکته‌ای چند درباره غلط ننویسیم». در نامه فرهنگستان زبان و ادب فارسی، سال اول، شماره دوم در تابستان سال ۱۳۷۴ به چاپ رسیده است.
19. «اصفهان، جام جهان‌نمای فرهنگ و هنر ایران» که در فصلنامه فرهنگستان علوم در سال سوم، شماره سوم، تهران، بهار ۱۳۷۵ به چاپ رسیده است.
20. «همانندی در گفتار و آئین شاه‌ولی و عطار» که در مجموعه مقالات کنگره جهانی بزرگداشت عطار نیشابوری در جلد اول مجموعه سایه در خورشید، تهران، ۱۳۷۵ چاپ شده‌است.
21. «بزرگترین شاعر و عارف دوره تیموری» که در مجموعه مقالات کنگره بین‌المللی ادب و هنر دوره تیموری در مشهد ایراد شد. و در سال ۱۳۷۵ هم به چاپ رسیده است.
22. «تفسیری از قرآن به عربی و بعضی از دیگر آثار مذهبی شاه‌ولی» که در سال ۱۳۷۵ چاپ شده‌است.
23. مقاله‌ای است تحت‌عنوان «العلم علمان علم‌الابدان و علم‌الادیان» که این را نظامی به پیغمبر نسبت داده است.
24. «ارزش ادبی کیمیای سعادت»، نامه فرهنگستان سال ۱۳۷۷ شماره ۱۴